# 白岩英里子
白岩 英里子（しらいわ えりこ、1986年11月3日 -）は、日本の女性グラビアアイドル、女優。

## プロフィール
埼玉県出身。血液型O型。株式会社太田プロダクション所属。

- アイドルユニットB-Limit.（ビーリミット．）としても活動していた。
- 家族構成は父、母（両親は同じ誕生日）、兄、猫。
- 趣味は、本、漫画を読むこと。本屋巡り。メイク研究。お料理。音楽を聴くこと。舞台鑑賞。プロレス観戦。
- 特技は、クラシックバレエ。
- 男性のコスプレでいちばん好きなのは軍服。
- 好きな色はラベンダー。サーモンピンク。黒。白。
- 好きなアーティストは沢田研二、ヒカシュー、YMO、BOOMBOOMSATELLITES、FACT、MARILYN MANSON、KORN、DEAD OR ALIVE、The Prodigy、相対性理論、MUCC。
- 好きな漫画家は、駕籠真太郎、丸尾末広、ジョージ秋山、大越孝太郎、加藤伸吉、魚喃キリコ、小野塚カホリ、ねむようこ、ジョージ朝倉、楠本まき、徳南晴一郎。
- 好きな作家は、江戸川乱歩、桜庭一樹。
- 好きな雑誌は、BRUTUS、ワンダーJAPAN、ハイパーホビー。
- 好きなゲームは、ＫＯＦ。
- 好きな動物は、猫(*´Д`)
- 好きな香水は、自分がつけてるのはクロエ。
- 好きなお酒は、ロングアイランドアイスティー、お茶割り。
- 好きな食べ物は、パンケーキ、バウムクーヘン、ヨーグルト、鶏肉。
- 好きな飲み物は、お茶、紅茶、お水、フルーツオレ。
- 一番得意だった教科は、国語はなぜかいつも点数よかった。
- 一番苦手だった教科は、数学。
- 得意料理は、煮込みハンバーグ。鶏肉のトマト煮。肉じゃが。オムライス。スープ系。
- ストレス発散方法は、お風呂でゆっくり汗を流す。
- シャンプーやリンスのメーカーは、いち髪。ケラスターゼ。
- 好きなお菓子、スイーツは、パンケーキ、マカロン、バウムクーヘン、お煎餅。
- 好きなテレビは、水曜どうでしょう、WWE、5時に夢中、戦国鍋TV、TOKYOMXテレビが好き。
- 好きな韓流ドラマは、美男ですね。
- 実は競馬好き
- よく『英里子』の漢字を『英理子』と間違われる。

## 出演

### 舞台
- 『もしかも』～もしかして私たちは究極の謎を解いてしまったのかもしれない～（2010年11月5日～11月8日）
- 『劇団女神座・第10回公演』（2011年6月17日～19日)
- アリスインプロジェクト『ライン♪』（2011年8月4日-7日、銀座博品館劇場） - 平山樹 役

### TV
- 『全力坂』（テレビ朝日、2010年11月18日・24日25:15～25:21 ）
- 『このへん！！トラベラー』（テレビ東京系、2010年10月25日（月）25:00～）

### WebTV
- 『グラ☆スタ！バンバン』毎週土曜日　20:00～20:55（「スカイクラッドTV」内）（2010年6月12日～2010年11月20日）
- 『ムラ★スタ！バンバン』毎週水曜日　19:00～20:00（「スカイクラッドTV」内）（2010年夏～秋）
- 『ビキニ伝説もんろーもんろー』毎週金曜日　20:00～20:55　（2011年2月）
- 『金曜生グラビアショー』毎週金曜日　20:00～20:55　2月度メインMC（「スカイクラッドTV」内）（2011年2月）

### 雑誌
- 『ENJOY MAX』3月6日発売号

### PV
共演作
- SEEDA　『alien me』

## 作品

### DVD
- 1st・DVD『ERIKO SAMA』（2010年11月23日発売）